# Šport u 1940.
◄◄ | ◄ | 1937. | 1938. | 1939. | 1940.  | 1941. | 1942. | 1943. | ► | ►►
Arhitektura • Astronomija • Biologija • Film • Fotografija • Glazba • Kazalište • Kemija • Kiparstvo • Knjige • Književnost • Kršćanstvo • Meteorologija • Medicina • Planinarstvo • Politika • Pravo • Promet • Slikarstvo • Strip • Šport • Televizija • Znanost • Zrakoplovstvo • Željeznički promet
Šport u 1940.

## Svijet

### Natjecanja

#### Svjetska natjecanja
- Od 21. rujna do 6. listopada – XII. Olimpijske igre – Tokio 1940. – nisu održane zbog početka Drugog svjetskog rata

### Osnivanja
- SD Eibar, španjolski nogometni klub

## Vanjske poveznice
|  | Zajednički poslužitelj ima još gradiva o temi Šport u 1940. |